# Phineas Jones

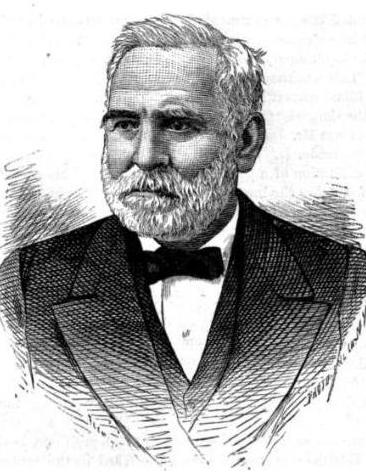
Phineas Jones

Phineas Jones (* 18. April 1819 in Spencer, Worcester County, Massachusetts; † 19. April 1884 in Newark, New Jersey) war ein US-amerikanischer Politiker. Zwischen 1881 und 1883 vertrat er den Bundesstaat New Jersey im US-Repräsentantenhaus.

## Werdegang
Phineas Jones besuchte die öffentlichen Schulen seiner Heimat. Später arbeitete er im Handwerk und im Handel. Im Jahr 1855 zog er nach Elizabeth in New Jersey. Dort saß er von 1856 bis 1860 im Stadtrat. Seit 1860 lebte er in Newark. Zu dieser Zeit begann er als Mitglied der Republikanischen Partei eine politische Laufbahn. Er wurde Vizepräsident der landwirtschaftlichen Vereinigung von New Jersey. In den Jahren 1873 und 1874 gehörte er der New Jersey General Assembly an.
Bei den Kongresswahlen des Jahres 1880 wurde Jones im sechsten Wahlbezirk von New Jersey in das US-Repräsentantenhaus in Washington, D.C. gewählt, wo er am 4. März 1881 die Nachfolge von John L. Blake antrat. Da er im Jahr 1882 auf eine erneute Kandidatur verzichtete, konnte er bis zum 3. März 1883 nur eine Legislaturperiode im Kongress absolvieren. Nach dem Ende seiner Zeit im US-Repräsentantenhaus zog sich Phineas Jones in den Ruhestand zurück. Er starb am 19. April 1884, einen Tag nach seinem 65. Geburtstag, in Newark.